# 三輪哲二

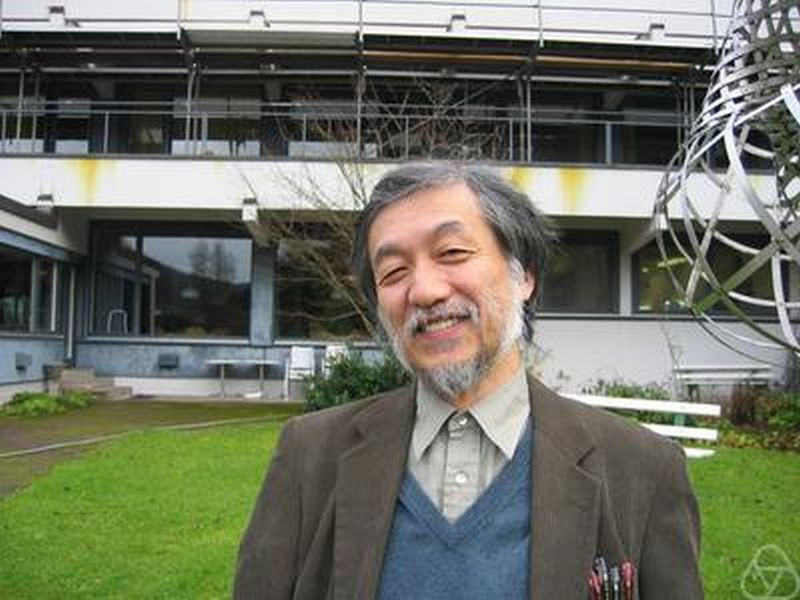
三輪 哲二(2006)

三輪 哲二（みわ てつじ、1949年2月10日 - ）は、日本の数学者。理学博士（京都大学・論文博士・1984年）。京都大学名誉教授。専門は、数理物理学・可積分系。

## 略歴
東京都出身。東京大学理学部数学科在学中は佐藤幹夫の下で研究し、1971年卒業。同大学院博士課程中退。1984年京都大学より理学博士の学位を取得。京都大学数理解析研究所助教授を経て、1993年教授就任。2000年京都大学大学院教授。2013年定年退職。その後京都大学大学院特定教授。

## 人物
- 1986年バークレーにおける国際数学者会議で招待講演を行う[2]。
- 1987年日本数学会秋季賞受賞、
- 1998年ベルリンにおける国際数学者会議で全体講演を行う[2]
- 1999年朝日賞[3]、
- 2013年ハイネマン賞数理物理学部門受賞。
- 神保道夫との共同研究が多い。

## 著作
- 三輪哲二,神保道夫,伊達悦朗『ソリトンの数理』岩波書店 2007